# Стырты
Сты́рты (укр. Стирти) — село на Украине, основано в 1655 году, находится в Черняховском районе Житомирской области.
Код КОАТУУ — 1825687901. Население по переписи 2001 года составляет 391 человек. Почтовый индекс — 12322. Телефонный код — 4134. Занимает площадь 1,684 км².

## Адрес местного совета
12322, Житомирская область, Черняховский р-н, с.Стырты, ул.Соборная, 42б